# Watasenia scintillans
Watasenia scintillans is een soort in de taxonomische indeling van de inktvissen, een klasse dieren die tot de stam der weekdieren (Mollusca) behoort. De inktvis komt enkel in zout water voor. Hij is in staat om van kleur te veranderen en maakt ook gebruik van bioluminescentie. Hij beweegt zich voort door water in zijn mantel te pompen en het er via de sifon weer krachtig uit te persen. De inktvis is een carnivoor en zijn voedsel bestaat voornamelijk uit vis, krabben, kreeften en weekdieren die ze met de zuignappen op hun grijparmen vangen.
De inktvis komt uit het geslacht Watasenia en behoort tot de familie Enoploteuthidae. Watasenia scintillans werd in 1911 beschreven door Berry als Abraliopsis scintillans.